# Mago silvae
Mago silvae là một loài nhện trong họ Salticidae.
Loài này thuộc chi Mago. Mago silvae được Crane miêu tả năm 1943.